# رومن آردی
رومن آردی (فرانسوی: Romain Hardy‎؛ زادهٔ ۲۴ اوت ۱۹۸۸) دوچرخه‌سوار اهل فرانسه است.
از باشگاه‌هایی که در آن رکاب زده‌است می‌توان به تیم دوچرخه‌سواری کوفیدیس و تیم دوچرخه‌سواری فورتونئو–اسکارو اشاره کرد.